# Thỏ Peter 2
Thỏ Peter 2 (tiếng Anh: Peter Rabbit 2: The Runaway) là một bộ phim điện ảnh hoạt hình máy tính người đóng thuộc thể loại hài – phiêu lưu – chính kịch của Anh – Mỹ – Úc công chiếu năm 2021 do Will Gluck viết kịch bản và đồng sản xuất. Là phần tiếp nối của phần phim trước ra mắt năm 2018, và dựa trên bộ sách thiếu nhi cùng tên của Beatrix Potter, phim có sự tham gia diễn xuất của các diễn viên gồm Rose Byrne, Domhnall Gleeson, David Oyelowo, Lennie James, Aimee Horne, Colin Moody, Elizabeth Debicki, Margot Robbie và James Corden.
Trong phần này, Peter vô tình gặp một lão thỏ trung niên và nhanh chóng cảm thấy cuộc sống của ông ta là niềm mơ ước của cậu. Từ đây, hàng loạt rắc rối xảy ra và Peter buộc phải giải cứu các thành viên của mình trước khi quá muộn. Công đoạn quay phim chính cho bộ phim bắt đầu vào tháng 1 năm 2019.
Sau nhiều lần trì hoãn vì đại dịch COVID-19, bộ phim được Sony Pictures Releasing phát hành và có buổi công chiếu tại Úc vào ngày 25 tháng 3 năm 2021, tại Vương quốc Anh vào ngày 17 tháng 5 năm 2021, tại Mỹ vào ngày 11 tháng 6 năm 2021, và tại Việt Nam vào ngày 25 tháng 6 năm 2021. Dù nhận về những ý kiến trái chiều từ giới chuyên môn, bộ phim cũng được xem là một thành công về doanh thu khi thu về 154 triệu USD từ kinh phí sản xuất 45 triệu USD.